# Pottia obtusifolia
Pottia obtusifolia là một loài rêu trong họ Pottiaceae. Loài này được (Müll. Hal.) Müll. Hal. mô tả khoa học đầu tiên năm 1849.